# Charles Wugk Sabatier
Charles-Désiré-Joseph Wugk Sabatier (fälschlich auch: Charles Waugh Sabatier; * 1. Dezember 1819 in Tourcoing/Hauts-de-France, Frankreich; † 22. August 1862 in Montreal) war ein kanadischer Pianist, Komponist und Musikpädagoge.

## Leben
Sabatier studierte von 1838 bis 1840 unter dem Namen Charles Wugk am Pariser Konservatorium. Darüber hinaus gibt es keine sicheren Angaben zu seiner Zeit in Europa. 1848 wanderte er nach Kanada aus, wo er als Komponist und Klaviervirtuose u. a. in Montreal und in Québec lebte. Zu seinen Klavierschülern in Montreal zählten Calixa Lavallée und Dominique Ducharme.
1856 spielte er bei einem Konzert in der Saint Lawrence Hall in Toronto eigene Werke. Mit Paul Stevens und Édouard Sempé gründete er 1860 in Montreal die Zeitschrift L'artiste, von der jedoch nur zwei Ausgaben erschienen. Anlässlich eines Besuches des Prince of Wales (Albert Eduard von Sachsen-Coburg und Gotha) komponierte er im gleichen Jahre die Cantata in Honour of the Prince of Wales nach einem Text von Sempé, die unter seiner Leitung mit 250 Sängern der Montreal Musical Union, einem Orchester und Solisten – darunter Adelina Patti und Emma Albani – aufgeführt wurde. Ein Grand Duo für zwei Klaviere nach Motiven der Kantate führten Gustave Smith und Emma Albani 1861 im Konvent der Dames du Sacré-Coeur in Montreal auf.
Sabatier komponierte fast zweihundert Werke, darunter vor allem Klavierstücke und Lieder, von denen einige von der Canadian Musical Heritage Society neu aufgelegt wurden. In Montreal wurde 1955 eine Straße nach ihm benannt.